# Jill Bolte Taylor

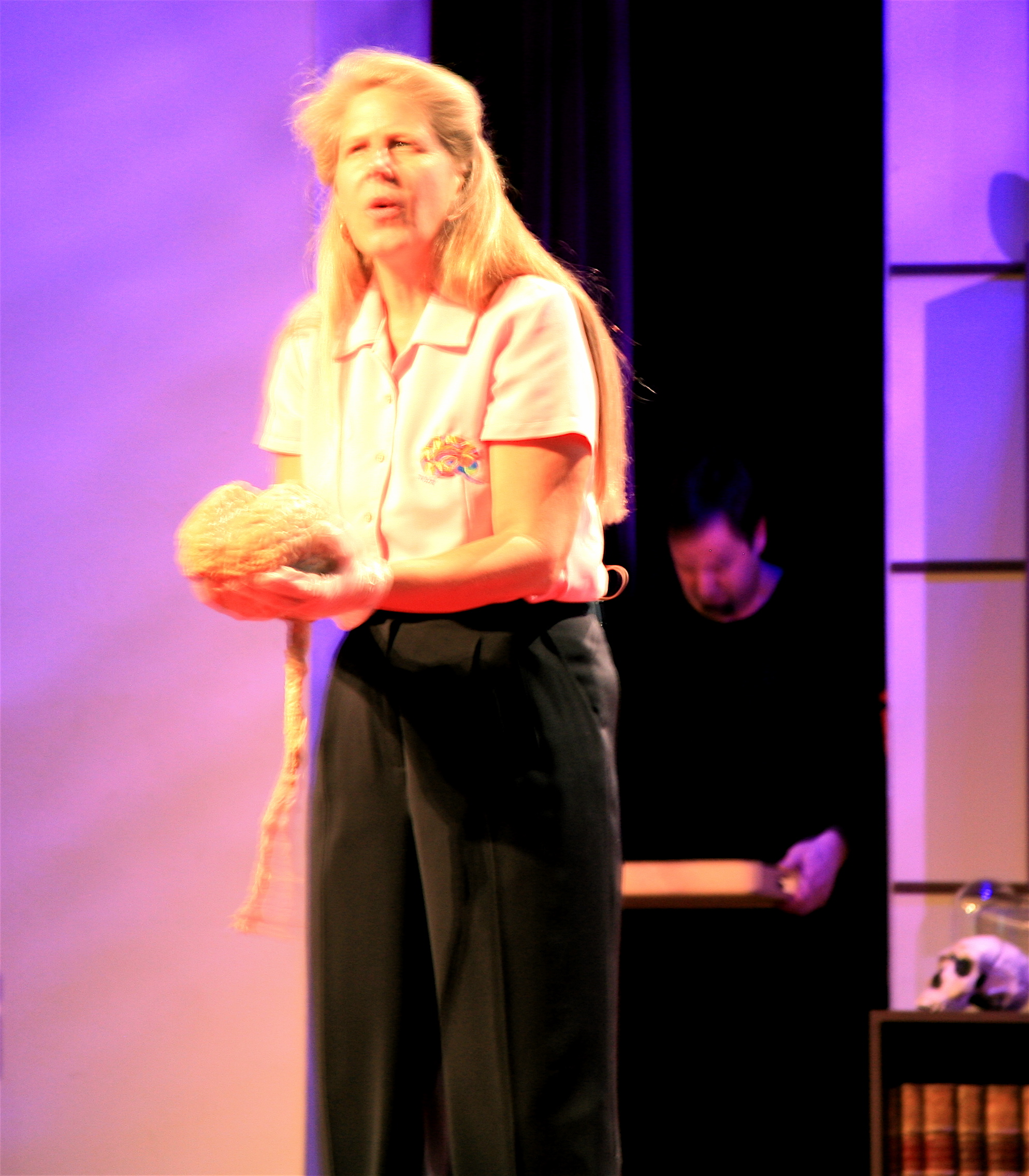
Jill Bolte Taylor

Jill Bolte Taylor (Louisville, Kentucky, 1959) is een Amerikaans neuroanatomiste gespecialiseerd in postmortaal onderzoek van het menselijk brein. Ze is verbonden aan de Indiana University School of Medicine en is de spreekbuis voor het Harvard Brain Tissue Resource Center. Tevens heeft ze praktijk aan het Midwest Proton Radiotherapy Institute. Haar eigen ervaring met een ernstige beroerte op de leeftijd van 37 jaar (in 1996), gevolgd door een negen jaar durende herstelperiode, heeft haar werk als wetenschapster zeer beïnvloed. Hiervoor werd zij door Time in mei 2008 opgenomen in de lijst van 's werelds honderd invloedrijkste personen.

## Achtergrond
Op 10 december 1996 ontdekte Taylor bij het ontwaken dat ze aan een zeldzame vorm van beroerte onderhevig was. Drie weken later, op 27 december 1996, onderging ze een grote hersenoperatie in het Massachusetts General Hospital om een bloedklonter ter grootte van een golfbal te laten verwijderen die druk uitoefende op de taalcentra in het linkergedeelte van haar hersenen.
De presentatie van Taylor in februari 2008 op de TED-conferentie over haar herinneringen aan de beroerte werd ogenblikkelijk een internetsucces, met brede internet- en media-aandacht tot gevolg, waaronder een interview met Oprah Winfrey.
Taylor schreef over haar ervaringen bovendien een bestseller, My Stroke of Insight: A Brain Scientist's Personal Journey, waarin haar beroerte en herstel aan bod komen alsook de inzichten die ze daarmee kreeg in de werking van de hersenen.